# VidFIRE
VidFIRE (Video Field Interpolation Restoration Effect, en español Efecto de Restauración de la Interpolación de Campo de Video) es una técnica de restauración para devolver la apariencia de vídeo a metraje originalmente grabado con videocámaras que hoy en día sólo se conserva en formatos cinematográficos por telecine.

## Antecedentes
En el Reino Unido, las grabaciones televisivas filmadas en cine se recogen a 25 fotogramas por segundo. Sin embargo, hay un hueco de material no grabado entre un fotograma y otro. Por el contrario, las imágenes de video se graban como campos de vídeo. Cada campo se puede tomar grosso modo como medio fotograma, pero al mismo tiempo es una imagen separada del campo anterior por 1/50 segundos. Esta diferencia entre la frecuencia de cambio de imagen es uno de los factores que provocan el "aspecto de vídeo" a la imagen, que a los espectadores les da una imagen y sensación de "directo", muy común en teleseries y programas de deportes.
Cuando se inventaron las tecnologías magnetoscópicas en los años cincuenta, las cintas eran extremadamente caras, pero gracias a que podían ser reutilizadas, una misma cinta podía usarse para varias producciones, borrándose y grabándose una y otra vez. Esto ha provocado que muy pocos de los programas producidos en vídeo en los cincuenta y sesenta hayan llegado en su forma original hasta nuestros días.
El coste de las cintas, y los sistemas de televisión incompatibles entre sí a lo largo del planeta hacía imposible en la época que los programadores vendieran sus producciones a emisoras extranjeras en vídeo. Sin embargo, el cine era un medio universal, y casi todos los programadores tenían los medios para emitir material en ese soporte. Antes de que se desarrollara una cinta de vídeo más práctica, productores como la BBC desarrollaron la tecnología para filmar programas, tanto en directo como en diferido, con monitores especialmente preparados a los que apuntaba una cámara de cine, recogiendo en celuloide el programa.
Así se copiaban habitualmente los programas para reemisiones posteriores y ventas al extranjero después de que las cintas originales hubieran sido reutilizadas. Casi todos los programas televisivos en directo y diferido sobreviven en este formato de cine. Sin embargo, el sistema encajaba dos campos de vídeo, antes separados por 1/50 segundos, en un solo fotograma de cine, y cuando la cinta se reproduce, se pierde la fluidez de movimiento del vídeo.

## Restaurando la apariencia de vídeo
VidFIRE fue desarrollado por Peter Finklestone para localizar las diferencias de movimiento provocadas por el proceso de telecine. Usa un software de estimación de movimiento para recrear la imagen intermedia que existe temporalmente entre dos fotogramas de cine. Por ejemplo, si se procesaran todos los fotogramas de una filmación cinematográfica de 25 minutos, resultaría el doble de fotogramas y una duración de cincuenta minutos. Y la reproducción así (a 25 fotogramas por segundo) alcanzaría el movimiento suave a la mitad de velocidad, por la presencia de las imágenes interpoladas.
Después, el programa se vuelve a procesar entrelazando fotogramas adyacentes, lo que devuelve a la grabación su duración original de 25 minutos. El resultado final es un vídeo de cincuenta campos por segundo, con los campos alternativos provenientes respectivamente del original en cine y de la nueva imagen interpolada. Esto provoca el efecto de devolver a la producción la "apariencia de vídeo".

## Limitaciones
Dependiendo de la calidad del celuloide y del cuidado que se ha puesto en su conservación en los años posteriores a su filmación, las grabaciones cinematográficas pueden tener mucho granulado o estar sucias y llenas de arañazos. Y la presencia de esta suciedad en el programa procesado rompería la ilusión de que el espectador está viendo una grabación en video. Por lo tanto para mantener el efecto VidFIRE es imperativo que la imagen esté tan limpia y estable como sea posible. Se debe usar la copia de mejor calidad que exista, preferiblemente el negativo original, y la película debe ser limpiada, restaurada digitalmente y reparada antes del proceso.
Otra limitación autoimpuesta es que VidFIRE se use sólo para procesar material que se hubiera producido originalmente utilizando videocámaras. No hay razones técnicas para que el material rodado originalmente en cine no pueda ser procesado, pero no se considera en el "espíritu" de la restauración. También es posible que diferencias de iluminación y balance de imagen en la película provoquen que las imágenes procesadas no tengan una completa calidad.

## Uso comercial
El Doctor Who Restoration Team utiliza cotidianamente VidFIRE para procesar episodios de Doctor Who de los años sesenta cuando los preparan para su comercialización en DVD. El proceso también se ha utilizado en otros programas, como algunos episodios que se creían perdidos de la sitcom británica Dad's Army que se encontraron en 2001. Esos episodios, Operation Kilt y The Battle of Godfrey's Cottage, pasaron por VidFIRE antes de su emisión en un especial de la serie en BBC Two. El resto de la serie se procesaría posteriormente para su publicación en DVD. También se procesaron episodios de Skyes y Public Eye para su publicación en DVD.
Una versión revisada del proceso, con un motor de estimación de movimiento mejorado, se usó por primera vez en el lanzamiento de DVD en 2005 de The Quatermass Collecion, y en todos los lanzamientos en DVD posteriores de Doctor Who.
Aparte de esto, esta técnica, aunque aplaudida por la crítica, no ha tenido mucho uso, probablemente por la creencia de la industria de radiodifusión de que el interés del público en el tipo de programas de archivo que se beneficiarían de VidFIRE es insuficiente para justificar los costes del proceso.

## Miscelánea
- El proceso VidFIRE ahora pertenece a SVS Resources, una compañía especializada en la restauración de archivos cinematográficos.
- En el lanzamiento en DVD de The Tomb of the Cybermen de Doctor Who se incluyó como huevo de Pascua un pequeño fragmento del serial con el proceso VidFIRE aplicado. Esto fue un experimento del Doctor Who Restoration Team para ver si el proceso VidFIRE podría sobrevivir la codificación MPEG-2. El experimento demostró que la ilusión de VidFIRE no se veía afectada por la codificación MPEG, y así el siguiente lanzamiento en DVD de la serie, The Aztecs se procesó íntegramente en VidFIRE. The Tomb of the Cybermen sería procesado íntegramente en una edición posterior en DVD.
- Los únicos seriales de Doctor Who de los años sesenta que no pasaron por el proceso VidFIRE por cuestiones técnicas fueron la tercera parte de Planet of Giants, la primera parte de The Crusade, y las cuatro primeras partes de The Time Meddler, todas protagonizadas por William Hartnell. Los únicos episodios de los setenta procesados fueron Doctor Who and the Silurians, Inferno, Terror of the Autons, The Claws of Axos (sólo su segunda y tercera parte), The Daemons (partes 1, 2, 3 y 5), Planet of the Daleks (sólo la tercera parte) e Invasion of the Dinosaurs (sólo la primera parte).